# Aniba robusta
Aniba robusta är en lagerväxtart som först beskrevs av Klotzsch & Karsten, och fick sitt nu gällande namn av Carl Christian Mez. Aniba robusta ingår i släktet Aniba och familjen lagerväxter. Inga underarter finns listade i Catalogue of Life.